# Aleksei Gasilin
Bản mẫu:Eastern Slavic name
Aleksei Yevgenyevich Gasilin (tiếng Nga: Алексей Евгеньевич Гасилин; sinh ngày 1 tháng 3 năm 1996) là một cầu thủ bóng đá người Nga chơi ở vị trí tiền đạo cho FC Amkar Perm.

## Sự nghiệp câu lạc bộ
Anh có màn ra mắt tại Giải bóng đá ngoại hạng Nga vào ngày 26 tháng 5 năm 2013 cho FC Zenit St. Petersburg trong trận đấu với FC Amkar Perm.
Vào ngày 24 tháng 2 năm 2017, anh ký bản hợp đồng 3,5 năm cùng với FC Amkar Perm.

## Quốc tế
Anh giành chức vô địch Giải vô địch bóng đá U-17 châu Âu 2013 cùng với Nga, sau khi ghi một bàn thắng từ chấm phạt đền ở trận bán kết. Anh cũng tham gia Giải vô địch bóng đá U-17 thế giới 2013.
Sau đó anh đại diện Đội tuyển bóng đá U-19 quốc gia Nga at the Giải bóng đá U-19 vô địch châu Âu 2015, Nga giành vị trí á quân.

## Thống kê sự nghiệp

### Câu lạc bộ
Tính đến 20 tháng 5 năm 2018
| Câu lạc bộ             | Mùa giải             | Giải vô địch                | Giải vô địch | Giải vô địch | Cúp     | Cúp       | Châu lục | Châu lục  | Tổng cộng | Tổng cộng |
| Câu lạc bộ             | Mùa giải             | Hạng đấu                    | Số trận      | Bàn thắng    | Số trận | Bàn thắng | Số trận  | Bàn thắng | Số trận   | Bàn thắng |
| ---------------------- | -------------------- | --------------------------- | ------------ | ------------ | ------- | --------- | -------- | --------- | --------- | --------- |
| Zenit St. Petersburg   | 2012–13              | Giải bóng đá ngoại hạng Nga | 1            | 0            | 0       | 0         | 0        | 0         | 1         | 0         |
| Zenit St. Petersburg   | 2013–14              | Giải bóng đá ngoại hạng Nga | 0            | 0            | 0       | 0         | 0        | 0         | 0         | 0         |
| Zenit St. Petersburg   | 2014–15              | Giải bóng đá ngoại hạng Nga | 0            | 0            | 0       | 0         | 0        | 0         | 0         | 0         |
| Schalke 04 II          | 2015–16              | Regionalliga West           | 33           | 14           | –       | –         | –        | –         | 33        | 14        |
| Zenit St. Petersburg   | 2016–17              | Giải bóng đá ngoại hạng Nga | 0            | 0            | 1       | 0         | 0        | 0         | 1         | 0         |
| Zenit St. Petersburg   | Tổng cộng (2 spells) | Tổng cộng (2 spells)        | 1            | 0            | 1       | 0         | 0        | 0         | 2         | 0         |
| Zenit-2 St. Petersburg | 2016–17              | FNL                         | 19           | 8            | –       | –         | –        | –         | 19        | 8         |
| Amkar Perm             | 2016–17              | Giải bóng đá ngoại hạng Nga | 13           | 0            | –       | –         | –        | –         | 13        | 0         |
| Amkar Perm             | 2017–18              | Giải bóng đá ngoại hạng Nga | 6            | 0            | 0       | 0         | –        | –         | 6         | 0         |
| Amkar Perm             | Tổng cộng            | Tổng cộng                   | 19           | 0            | 0       | 0         | 0        | 0         | 19        | 0         |
| Tổng cộng sự nghiệp    | Tổng cộng sự nghiệp  | Tổng cộng sự nghiệp         | 72           | 22           | 1       | 0         | 0        | 0         | 73        | 22        |